# 加藤元浩
加藤 元浩（かとう もとひろ、1966年 - ）は、日本の漫画家、小説家。

## 概要
元々は『月刊少年ガンガン』などのエニックス系雑誌でデビューした漫画家だったが、その後、執筆の舞台を講談社の『月刊少年マガジン』系列雑誌に移した。
エニックス時代は出版社そのものの傾向からファンタジー作品を執筆することが多いようであったが、マガジン系列雑誌に移り30歳を目前とした際、後に代表作となる推理漫画作品『Q.E.D. 証明終了』を節目の読み切りとして執筆。掲載誌『マガジンGREAT』にて連載に至る。なお『Q.E.D. 証明終了』は、講談社の隔月誌最長連載記録作品であるが、『マガジンプラス』創刊によりその記録は停止している。さらに同作品はミステリ作家の法月綸太郎から絶賛を得た（単行本17巻・20巻の帯では、法月綸太郎が推薦文を寄せている）。また同作品で2009年、第33回講談社漫画賞少年部門を受賞、累計発行部数300万部を突破、NHK総合系列でTVドラマが放送された。
『Q.E.D.』で培われた作風は後に製作された『ロケットマン』『C.M.B. 森羅博物館の事件目録』に受け継がれ、一種の『加藤ワールド』とも言える作風を自らのものとしている。
詳しい経歴は定かではないが、理系大学建築科卒業という学歴は本人のインタビューから判明している。また、作品上で扱われる分野は数学と物理にとどまらず、経済学、歴史学、法律学、芸術、民俗学など多岐に亘っている。
地元は滋賀県。
人物の絵はほぼ記号化されていると言っていいほどデッサンが簡略化されているが、パースに関しては独自の理論を持つほどこだわりがあり、2010年、『プロの現場で使えるパース講座』を刊行。その内容や判型などの諸事情ゆえ、自費出版ながらコミティアでの販売後はAmazon.co.jpでの委託販売のみという、あまり例を見ない販売形態がとられた。
2016年10月7日、長編ミステリー小説「捕まえたもん勝ち！ 七夕菊乃の捜査報告書」を講談社ノベルズより出版。

## 作品リスト

### 漫画作品

#### 連載
- アクトレイザー（『月刊Gファンタジー』1993年11月号 - 1995年3月号）- 同名ゲームのコミカライズ作品。ゲームとは違いオリジナルの展開となっている。
- ツングース・ファイル 四神秘録（『月刊Gファンタジー』1995年5月号 - 12月号）
- Q.E.D. 証明終了（『マガジンGREAT』→『マガジンイーノ』→『マガジン+』1997年7月号 - 2014年08号） - 各誌に継続して連載。
  - Q.E.D. iff 証明終了（『少年マガジンR』2015年1号[5] - 2023年2号[6]→「月マガ基地」2023年3月7日号 - 2024年12月31日 ） - 『Q.E.D. 証明終了』2ndシリーズ。
- ロケットマン（『月刊少年マガジン』2001年11月号 - 2005年1月号）
- C.M.B. 森羅博物館の事件目録（『月刊少年マガジン』2005年10月号 - 2020年9月号）
- 空のグリフターズ 〜一兆円の詐欺師たち〜（『月刊少年マガジン』2021年2月号 - 2022年12月号）
- ないない堂 〜タヌキ和尚の禍事帖〜（『月刊少年マガジン』2023年6月号 - 連載中）

#### 読み切り
- スーパーマリオ4コママンガ劇場（1、3巻にそれぞれ1作品）
- 魔法の眼（『ナゾノベル 数は無限の名探偵』2022年）

### 書籍

#### 漫画単行本
- 『アクトレイザー』、エニックス〈ファンタジーコミックス〉1994年 - 1995年、全3巻
- 『Q.E.D. 証明終了』、講談社〈講談社コミックス〉1998年 - 2015年、全50巻
- 『ロケットマン』、講談社〈講談社コミックス〉2002年 - 2005年、全10巻
  - （文庫版）講談社〈講談社漫画文庫〉2009年、全5巻
- 『C.M.B. 森羅博物館の事件目録』、講談社〈講談社コミックス〉2006年 - 2020年、全45巻
- 『Q.E.D. iff 証明終了』、講談社〈講談社コミックス〉2015年 - 、既刊30巻（2025年4月16日現在）
- 『空のグリフターズ 〜一兆円の詐欺師たち〜』、講談社〈講談社コミックス〉2021年 - 2023年、全6巻
- 『ないない堂 〜タヌキ和尚の禍事帖〜』、講談社〈講談社コミックス〉2023年 - 、既刊7巻（2025年8月12日現在）

#### 小説
- 『捕まえたもん勝ち！ 七夕菊乃の捜査報告書』講談社〈講談社ノベルズ〉、2016年10月7日発売[4]、ISBN 978-4-06-299084-4
  - （文庫）講談社〈講談社文庫〉、2019年2月15日発売、ISBN 978-4-06-514767-2
- 『捕まえたもん勝ち！2 量子人間からの手紙』講談社〈講談社ノベルズ〉、2017年10月18日発売、ISBN 978-4-06-299108-7
  - （文庫）『量子人間からの手紙 捕まえたもん勝ち！』講談社〈講談社文庫〉、2020年2月14日発売、ISBN 978-4-06-518650-3
- 『奇科学島の記憶 捕まえたもん勝ち！』講談社〈講談社文庫〉、2019年2月15日発売、ISBN 978-4-06-514696-5
  - （文庫）講談社〈講談社文庫〉、2021年2月16日発売、ISBN 978-4-06-521944-7

## 関連人物
北崎拓
師匠。
あだちとか
元アシスタント。